# Гордост (гурт)
«Гордост» — болгарський RAC/Oi! гурт.

## Дискографія
Альбом
- 2001 — «Съпротива»[1]
- 2002 — «Няма да си трая»[2]
- 2003 — «Право на избор» (Demo)[3]
- 2004 — «Нова вяра»[4]

Пісні:
- Аз знам — 2:13
- Аз съм българче — 1:41
- Атрофия — 3:16
- Боили 52-ма — 3:28
- Васил Левски — 5:13
- Да бъда или да не бъда — 2:27
- Дефектите на расата — 2:20
- Дивото зове — 2:29
- Завършек — 5:58
- Заедно — 2:21
- Народно-гордост — 0:55
- Нова вяра — 2:19
- Нещеме ний богатства — 2:13
- Ние сме тук — 2:41
- Няма да си трая — 1:50
- Няма да си трая (инструментал) — 1:15
- Нашият свят — 2:18
- Ние — 2:43
- Манифест — 2:02
- Моят път — 3:19
- Свободата — Иван Вазов — 2:18
- Слънцето изгрява — 1:14
- Смърт на мангалите — 1:46
- Стефан Стамболов — 2:11
- Съдба — 2:26
- Тангра — 2:45
- Тото 6 от 49 — 4:41
- Ръченица — 2:47
- Окови — 2:19
- Пионки — 3:33
- Повик на Древността — 5:11
- Политпедали — 3:12
- Право на избор — 2:42
- Умри — 2:20